# 子育て

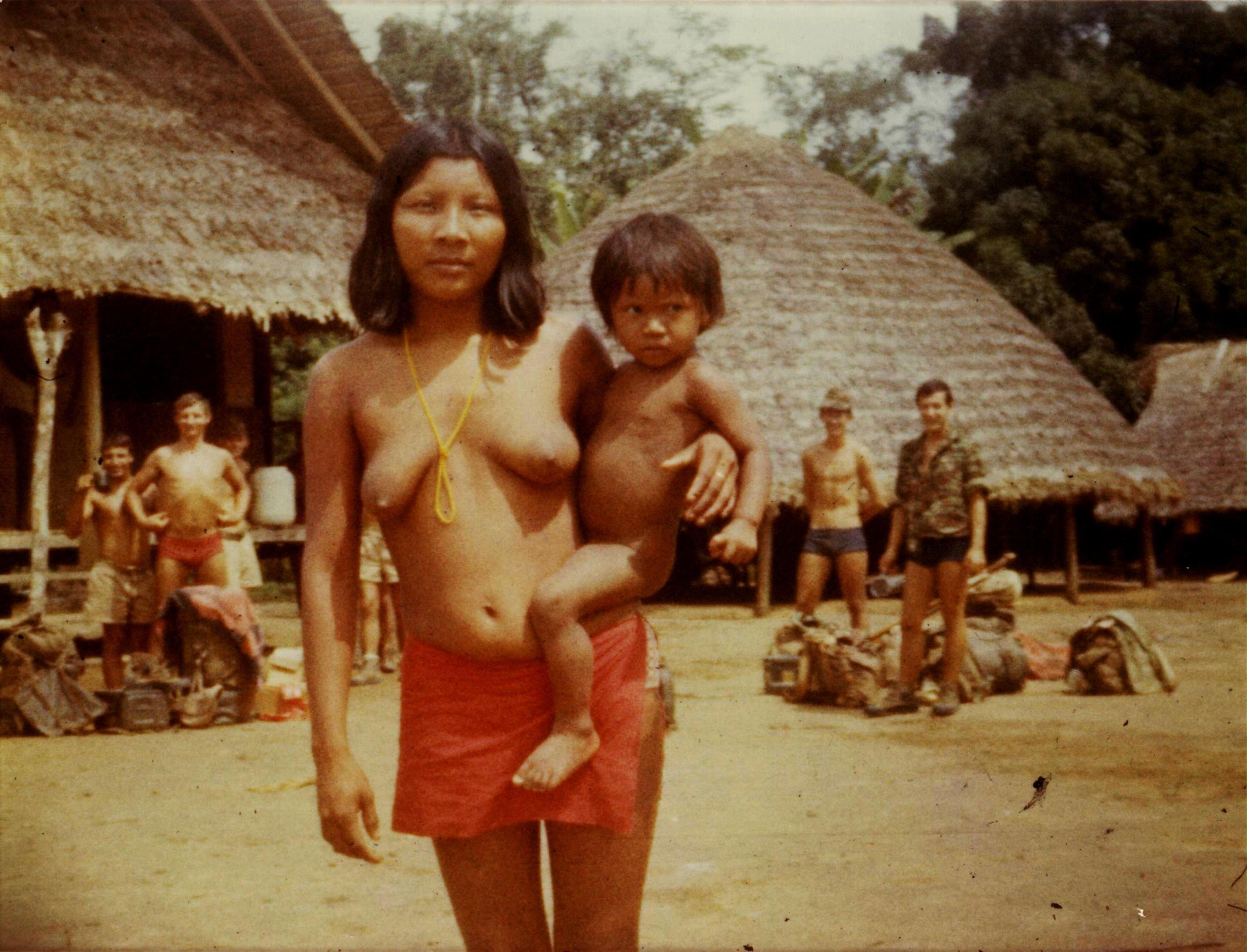
フランス領ギアナでの母子の様子。（1979年）

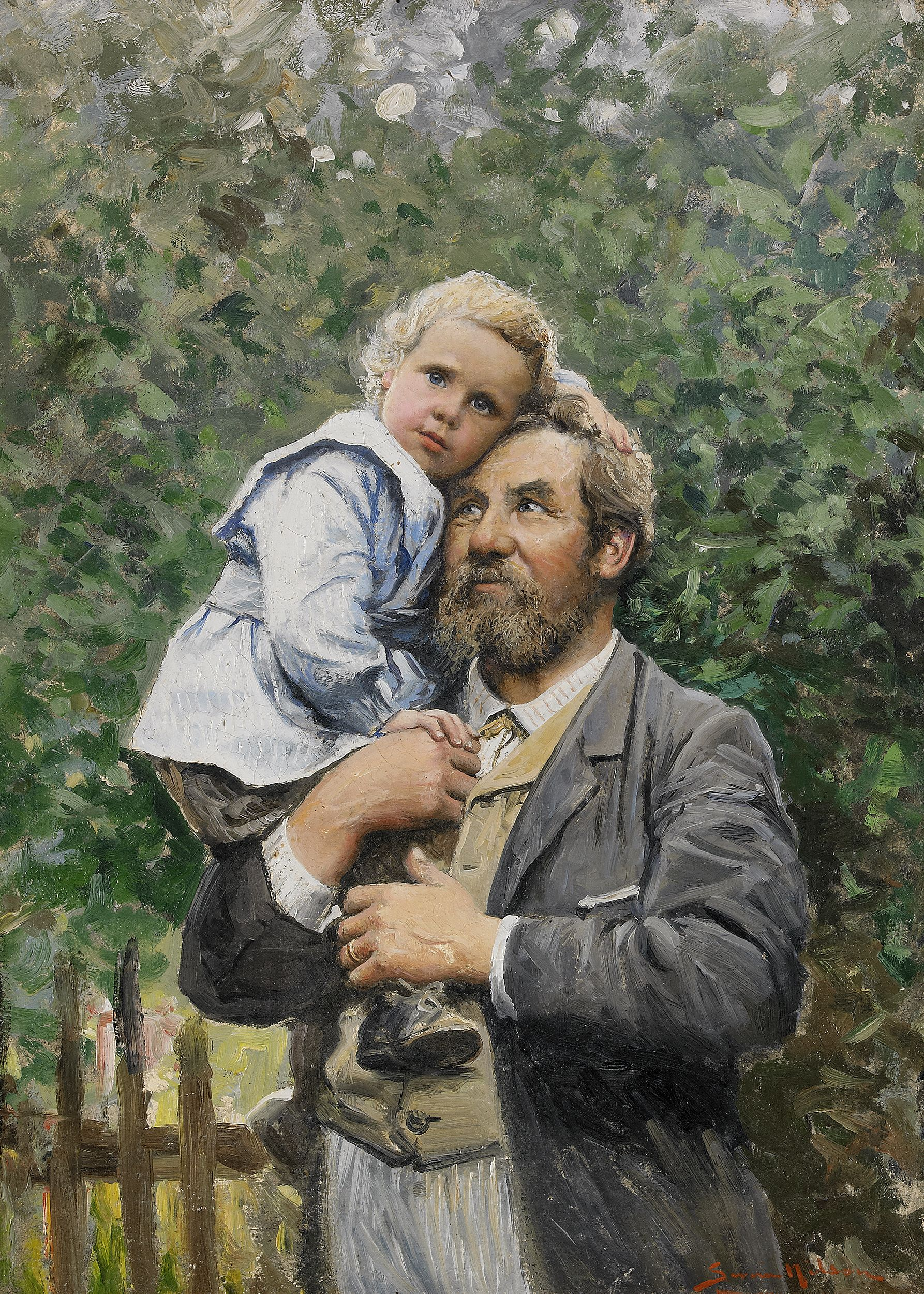
子供を抱きかかえる父親

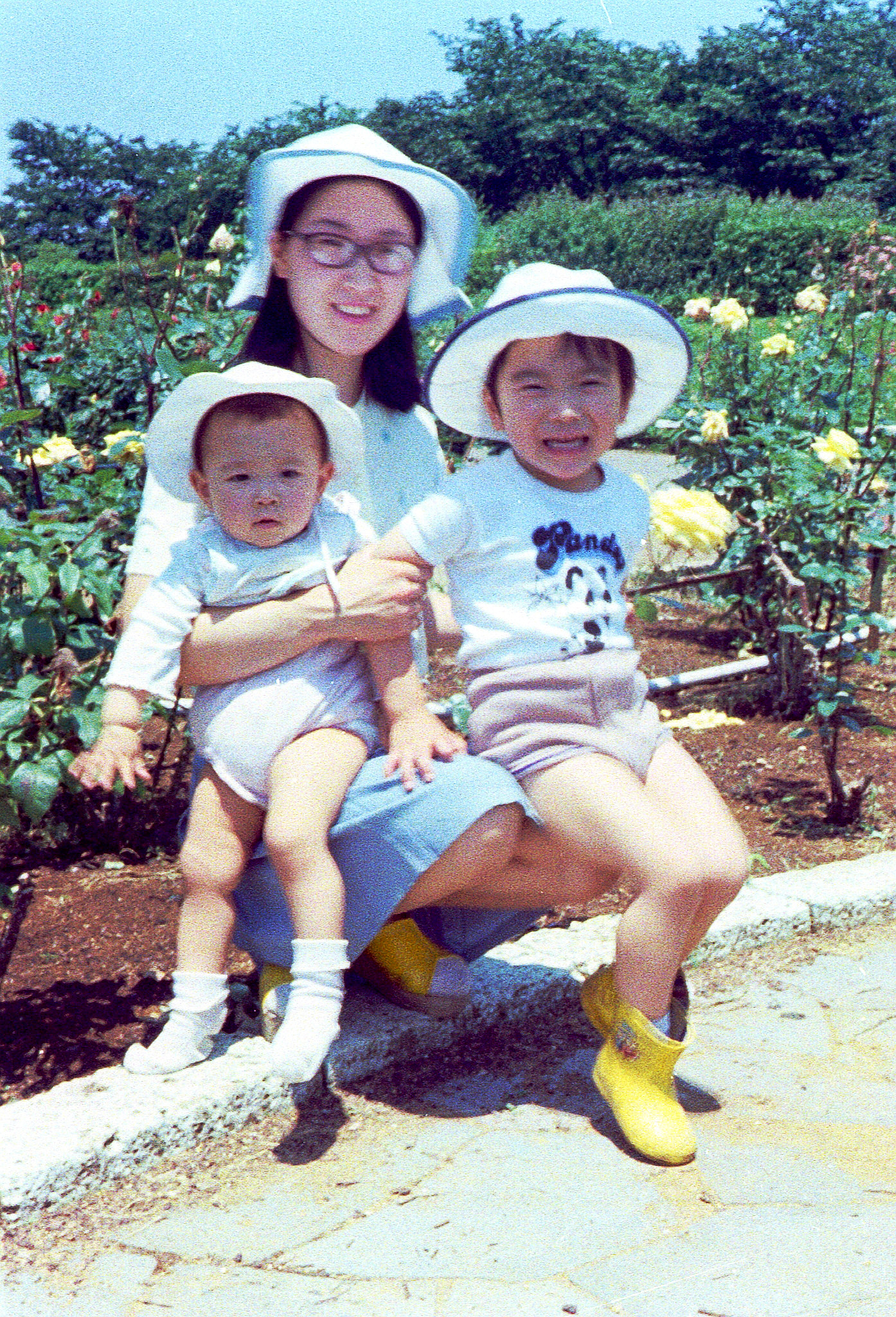
日本の母子

子育て（こそだて、英: Parenting）とは、子を育てることである。

## 概説
人間の発達過程は、一般的に、乳児期、幼児期、児童期（学童期）、青年期（青少年期）、壮年期、中年期、老年期に区分される。
子育ては乳児期から青年期の子を対象とする。これに対して、「育児」という場合、（基本的には）主として乳幼児を育てることを意味しており、子供が赤ちゃんから幼児期ころまでの子育てを指す。
また、祖父母も孫育てに参加してもらうため、いくつかの自治体では祖父母手帳を配布している場合もある。

## 環境づくり

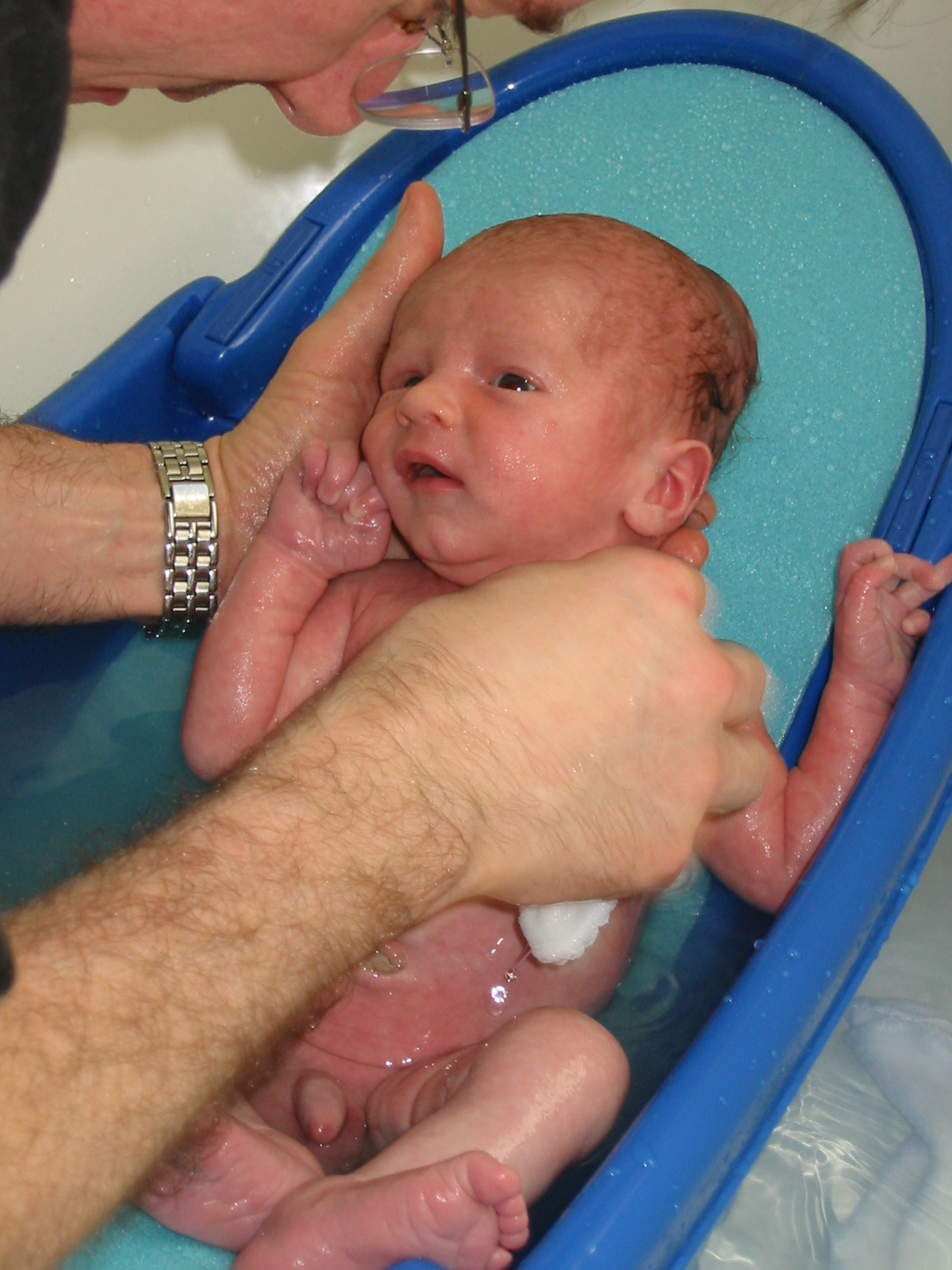
先進国では夫も子育てに参加することが期待されることが増えている。特に赤ちゃんを風呂に入れるのは腕力が要る仕事なので男性が行う場合も多い。

共働きの夫婦の場合、仕事と育児を無理なく両立させるために、転居（引越し）するという夫婦も少なくない。考え方は様々で、親と（つまり育てられる子から見て祖父や祖母にあたる人と）一緒に暮らす、子育てのしやすい地域や子育て支援が充実している行政区域に引っ越す、職住近接になるように引っ越す等々、それぞれの事情や考え方に応じて行われている。

### 子育ての夫婦分担
妻と夫がどういった分担で子育てをするとよいかについては、どれが正解というものはない。各家庭の実情に合わせて、夫婦が力を合わせて工夫を重ね、その家庭なりのやり方を確立させることになる。何より、互いに感謝の心を持つことが大切となる。互いに、ある意味で当たり前のことをしているとはいえ、当たり前だという態度で相手に接してばかりではうまくゆかない。自分自身から「ありがとう」「助かった」「助かったわ」などの言葉で相手の苦労をねぎらうことが、うまくゆく秘訣である。 

## 乳児期・幼児期
乳児期や幼児期には親と子どもの相互関係が心理的発達の基盤となる。

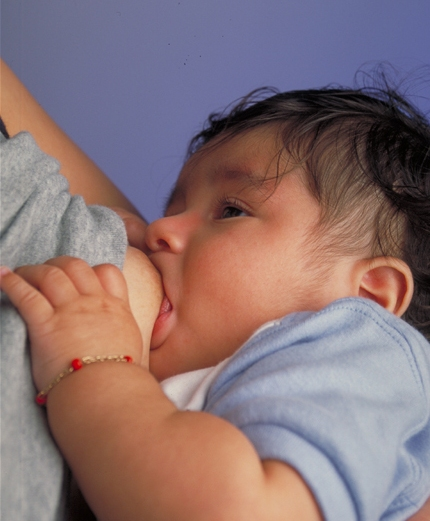
授乳。母乳は乳児に最適の栄養である。
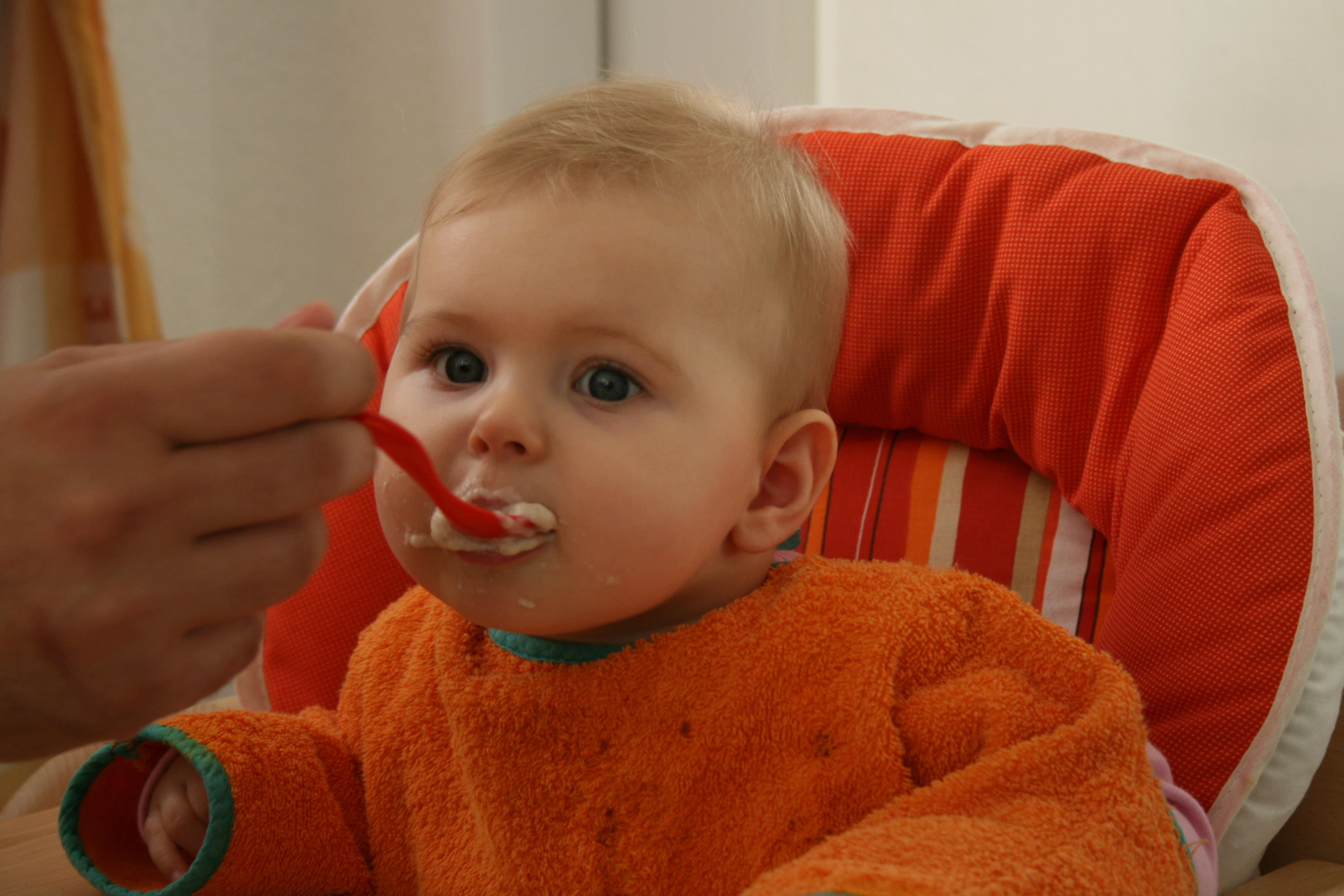
誕生後5か月以後に離乳食も与える。
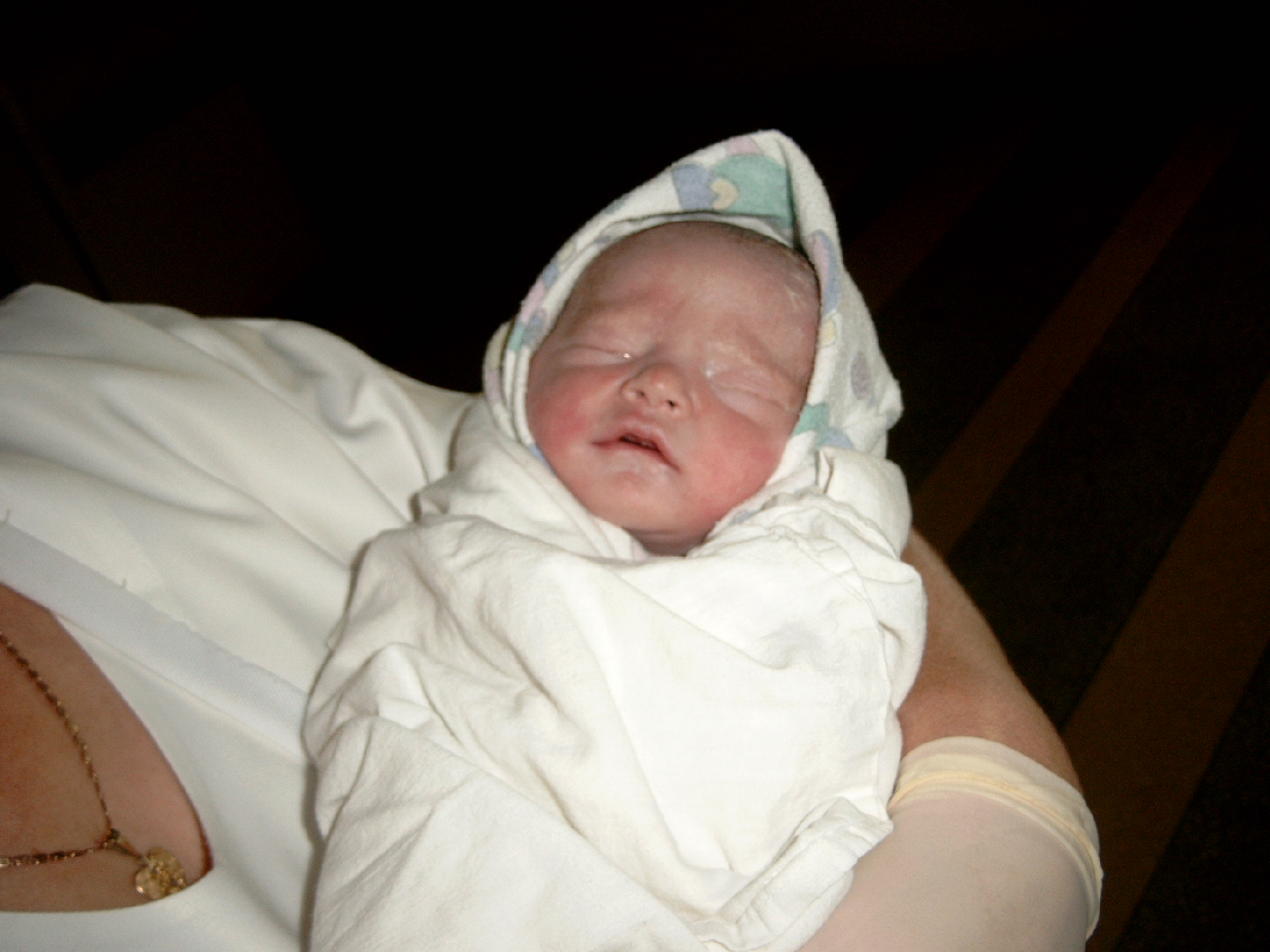
体温維持のために布でくるんだり、ベビー服を着せてやる。
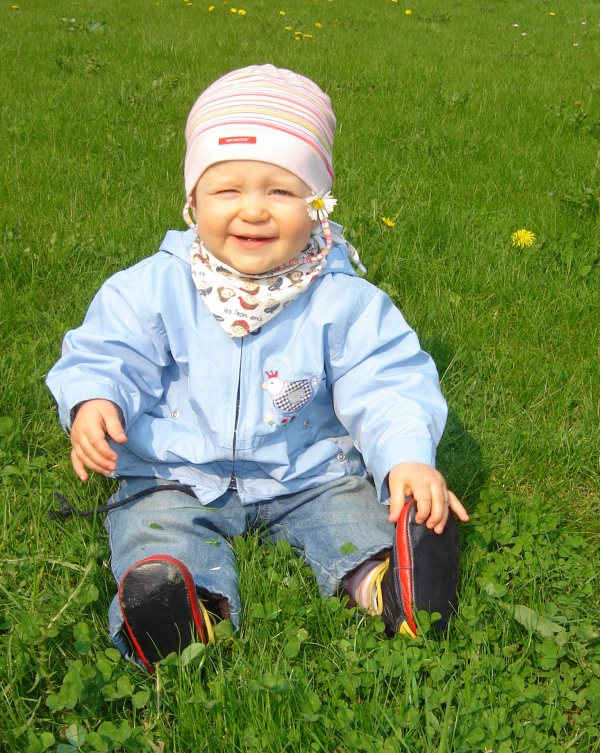
健康増進のために屋外に連れ出し、日光浴・外気浴をさせる。

## 児童期（学童期）

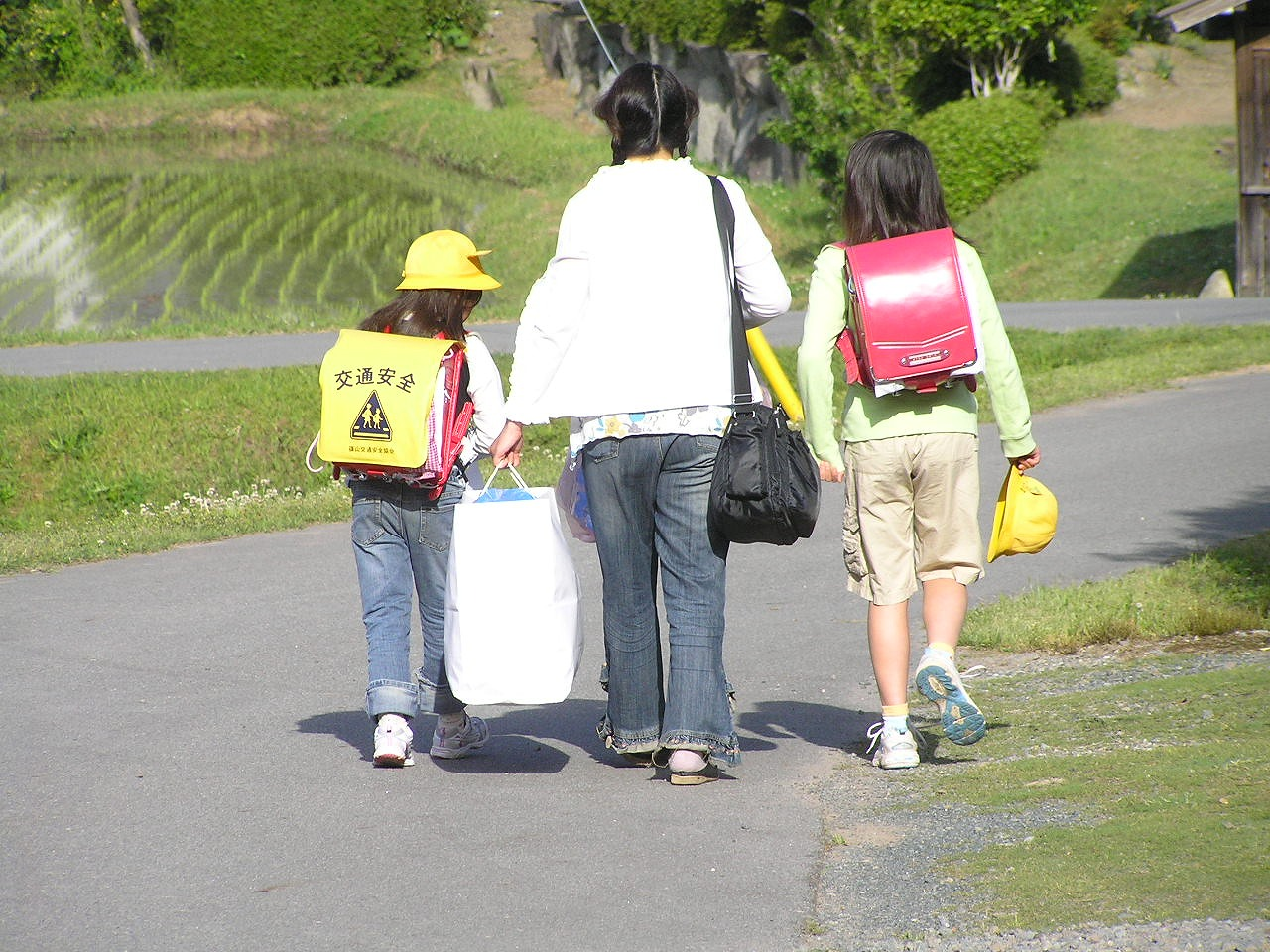
小学生になると子供は自分で登下校するが、親は安全に気を配る必要がある。

児童期には学級集団を中心とする集団生活に適応するとともに、知識や技能の習得が求められるようになる。

### 登下校の安全の確保
小学校へ入学することによって、子供は自分で登校・下校するようになる。つまり、保育園に通わせていた子ならば、親は送り迎えをしなくて済むようになる。ただし、（たとえ集団登校方式になっていようとも、集合場所までは一人である場合も多く）登下校時に子供が一人になることがあるので、その時の安全に気を配る必要がある。入学前には、自分の子供が基本的な交通ルールを守れるかどうかを確認しておいたほうがよい。飛び出しをしない、信号無視をしない、横断歩道を作法どおりに安全に渡る、ということができるか確認しておくとよい。また、通学路を親子で一度は歩いてみて、危ない場所などをチェックして子供に諭しておくとよい。

### 連絡・支度の世話
小学校では、教育施設と家庭との連絡方法が変わってくる。保育園では先生（保育士）が毎朝・毎夕、親と直接顔をあわせてコミュニケーション・連絡をしてくれるが、小学校ではもはや先生は親と直接話さず、もっぱら子供にプリントが渡される形になる。親は、（子供がしばしば失念してしまうそれらのプリントを見つけ出し）必ず目を通し、さまざまな期限等に注意を払う必要がある。子供は小学校に入学してもすぐに、翌日の学校の支度ができるようになるわけではないので、子供が慣れるまでは、親が一緒に宿題の有無を確かめたり、翌日の準備を手伝ってやる必要がある。最初はできなくても、やがて自分ひとりでできるようになってゆく。

### 学習の世話
小学校に入ると、担任の先生ごとの考え方にもよるが、徐々に宿題が出るようになる。親も家庭でそれを見てやるとよい。例えば、低学年のうちは、宿題として音読、計算、漢字の書き取りなどがでる。子供が音読するのを親がしっかりと聞いてやるとよい効果がでる。保育園・幼稚園時代に行っていた読み聞かせも、低学年の間は続けるとよい。
小学校低学年の時期は、学習の土台となるさまざまな体験をすることが重要なので、いわゆる「お勉強」ばかりをさせるのではなく、手伝いをさせたり、屋外に出て自然と触れ合ったりするなど、（文字や画像・映像ばかりでなく）五感を使った直接体験を十分にさせてやるほうがよい。

### 安全の確保
知らない大人には近づかせないように配慮する必要もある。言葉たくみに子供を誘い連れ去ってしまったり（誘拐）、いたずらしたり、という事件がしばしば起きている。よって、知らない大人に声をかけられたら、「いそいでいる」などと言って断ったり、とにかくその場から離れる、という方法を普段から言い聞かせておく必要がある。

## 青年期（青少年期）
青年期とは子どもから大人へと移行する12歳から25歳頃までをいう。青少年期ともいう。

### 青年期前期（思春期）

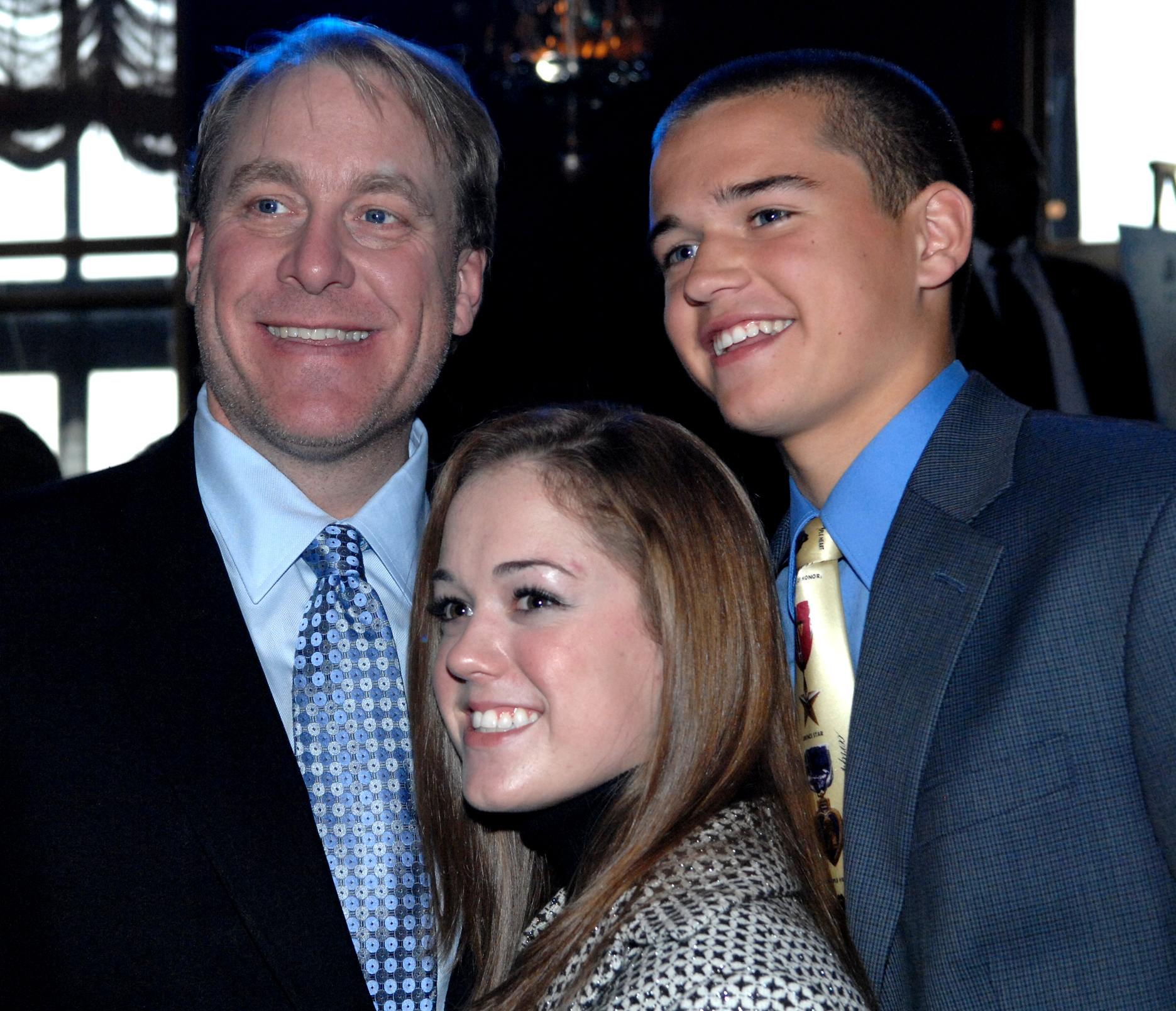
子供はやがて思春期を迎える。写真は13歳の女の子と12歳の男の子。

中学生の年齢は、子供の自我が育ってゆく時期であり、自分なりの考え方をしっかりと持つようになってくる。それまでは、何でも親の言うとおりにしていた子供が、突然に親に反抗するようになったりするのである。またこの時期に思春期にも入り、大人の身体へと変化し、それに伴い心も変化・成長し、異性を意識するようになる。親との関係よりも友達との関係を重視するようになり、親に対しては知られたくないこと、つまり秘密を持つようになる。親としては気がかりで心配が尽きない状態なのであるが、子供が成長するために必要な過程だと理解し、手や口を出さずに見守る必要がある。ただし、目を離さないことは大切である。子供がひとりでは解決できないような大きな問題に直面した時に子供から発信されるSOSを受信し、子供と一緒に問題を解決してゆくことも必要になる。

### 青年期後期
青年期後期は職業選択の時期にあたり、個人としての生き方、男性または女性としての生き方、社会人としての生き方などアイデンティティ（同一性）を確立する重要な時期である。

## 子育ての国際比較

### カナダ
カナダの国際都市トロントでは、子育ての負荷を両親に集中させるのではなく、社会全体で子供を育てる、ということが行われている。

### 日本
戦後の産業構造の転換で男性は外で労働を行い、女性は家で家事育児を行うという役割分業が確立し高度経済成長期に母親が一人で子育てに専念することが一般化した。日本の高度成長期においてはスパルタ教育が良いとする本が何冊も出版されていた。近年では「誉め育て」など、子供の自信や自主性を重視した子育てを推す書籍が数的に多い。高度成長期から安定成長期にかけて、日本の男性の多くが職場やその他中間組織に長時間拘束されてしまい育児にほとんど参加しなかった（できなかった）ことへの反省と、共働きの一般化から、近年では父親参加型の子育てが各家庭・地域単位で進められている。
近年、また子供の全人格的な成長には両親（や祖父母）と学校だけの関与では不十分であることも多いとの認識が生まれ、「地域ぐるみの子育て」が見直されるようになってきた。

### 異文化間での子育て
海外への赴任や国際結婚をする親のもとでは、異文化環境の下での子育ても行われる。それらの子供達は、多言語習得の機会があり、成長過程に於いて異文化教育が家庭内で自然に行われる。しかし、多文化環境では子供が不適応に陥る危険も大きい｡多言語環境で育った子供には、しばしばどの言語も十分には操れないという現象が発生する（「ダブル・リミテッド」などと言う）。多文化・多言語教育を成功させるには親子双方の強い意思と多大なエネルギーが必要となるため、国際結婚や海外赴任などの環境にある子育てであっても、あえて単一文化環境で育てるという選択をする家庭もある。

## 子育てをめぐる箴言・慣用句等
- 「子育ては一大事業である。だが、いまだかつてその適性検査が行われたことは無い」（バーナード・ショーの言葉）
- 「親は無くとも子は育つ」

## 関連作品
「Category:育児を題材とした作品」を参照のこと。

## 関連文献
書籍、ムック
- イリサ・P・ベイネイデック、キャサリン・F．ブラウン 著、高田裕子 訳『離婚しても子どもを幸せにする方法』日本評論社、1999年11月24日。ISBN 4-535-56144-3。OCLC 675551180。
- 明橋大二『子育てハッピーアドバイス』1万年堂出版、2005年12月3日。ISBN 4-925253-21-2。OCLC 67986711。
- 明橋大二『子育てハッピーアドバイス2』1万年堂出版、2006年4月。ISBN 4-925253-22-0。OCLC 675954866。
- 石井憲雄『新米パパは育休さん─新米パパの育児休業奮闘記 ～仕事と育児の両立をめざして～』産経新聞出版、2006年4月。ISBN 4-902970-29-5。OCLC 676342407。
- 香山リカ『〈雅子さま〉はあなたと一緒に泣いている』筑摩書房、2005年7月。ISBN 4-480-81644-5。OCLC 675853087。
- 小出まみ『地域から生まれる支えあいの子育て─ふらっと子連れでdrop-in!』ひとなる書房、1999年11月。ISBN 4-89464-037-6。OCLC 675090898。

論文
- 白波瀬佐和子「子どものいる世帯の経済格差に関する国際比較 (I 共通課題=子育てをめぐる社会政策)」『社会政策学会誌』第19巻、社会政策学会、2008年、3-20頁、doi:10.24533/ssgs.19.0_3、ISSN 2433-1384。。